# 모부기
| 번호: 112 | 타입: 풀 | 진화전: 없음 | 진화후: 수풀부기 / 토대부기 |

모부기(Turtwig, 일본어: ナエトル 나에토루[*])는 포켓몬스터 시리즈에 등장하는 가공의 캐릭터이다.

## 게임에서의 모부기
포켓몬스터 DP 디아루가/펄기아의 스타팅 포켓몬 중 하나이면서 신오지방의 첫 번째 포켓몬이다. 레벨 18이 되면 수풀부기로 진화할 수 있다.

## 애니메이션에서의 모부기
<포켓몬스터 DP>에서 신오지방에 도착한 지우가 찌르꼬에 이어 2번째로 손에 넣는 포켓몬이다.
야생에서는 어느 할머니가 가꾸는 정원에 살며 숲속과 정원의 포켓몬의 싸움을 말리거나, 보살펴주는 일을 하다가
우연히 만난 지우가 맘에 들어 지우의 피카츄와의 배틀 후 지우의 동료가 된다.
마음이 맞는 상대의 머리를 무는 버릇이 있다.
이후 100화에서 진철의 돈크로우와의 싸움에서 수풀부기로 진화하며 토대부기로 2차진화를 한다.

## 그 외에서의 모부기
《포켓몬스터 스페셜》에서 다이아몬드의 포켓몬으로 등장. 30권 끝에서 수풀부기로 진화한다. 그 뒤, 32권에서 토대부기로 진화한다.

## 수풀부기
수풀부기 (Grotle, 일본어: ハヤシガメ 하야시가메[*])의 분류는 나무숲포켓몬이다.
모부기가 레벨 18에 진화한다.
등에 무성한 수풀이 달려있는 포켓몬, 수풀에서 열매가 열려 포켓몬이 모여들기도 한다. 등은 흙으로 이루어져 있다.
레벨 32에 토대부기로 진화한다.
《포켓몬스터DP》 100화에서 지우의 모부기가 진철의 돈크로우와 싸우던 중 수풀부기로 진화한다.
《포켓몬스터DP》 121화에서 눈쓰개가 로켓단에게 잡히는 도중 〈록클라임〉을 배웠다.

## 토대부기
《토대부기》(일본어: ドダイトス 도다이토스[*], Torterra)는 포켓몬스터 시리즈에 등장하는 가공의 캐릭터(몬스터)이다. 분류는 대륙 포켓몬.
토대부기로 진화를 하게 되면 땅타입이 추가되므로 전기타입 기술에 맞지 않는 등 여러 가지 좋은점이 많다. 하지만 얼음타입에 4배의 약점을 받는다는점에서 치명적인 단점이 있다. 몸무게가 310kg으로 신오 스타팅 포켓몬 최종진화형 중 가장 몸무게가 많이 나간다. {2위:엠페르트 (84.5kg), 3위:초염몽 (55kg)} 키 역시 가장 큰 2.2m이다. {2위:엠페르트 (1.7m), 3위:초염몽 (1.2m)} 토대부기 외에도 키가 2m가 넘고 몸무게가 100kg를 넘는 스타팅포켓몬 최종진화형도 있다. 최고 키의 스타팅포켓몬 최종진화형은 장크로다일이다. 토대부기의 등에서 자라는 포켓몬들은 거의 풀포켓몬이다.
얼음기술에는 4배의 데미지를 입어서 고위력 기술을 쓴 포켓몬이나 얼음 포켓몬에게는 어김없이 패한다. 모부기의 최종 진화형으로 수풀부기가 레벨 32에 진화한 포켓몬이다.
《포켓몬스터Pt 기라티나》의 톱 트레이너 카페에서는 유채가 가지고 있는데 레벨은 63이다. 100kg이 넘는 포켓몬으로는 유일하게 상호교류광장에 들어갈 수 있다.
《포켓몬스터 DP》 40화의 난천과의 대결에서 처음 등장. 하드플랜트 등 굉장한 기술을 많이 가지고 있으나 한카리아스의 ‘바위깨기’ 공격에 쓰러진다. 이로써 진철의 최초 포켓몬이 모부기였음이 판명된다.
《포켓몬스터 DP》52화에서 태그시합 때 진철의 포켓몬으로 등장한다.
《포켓몬스터 DP》100화에서는 모부기 시절 스피드를 상실해서 낙담한 지우의 수풀부기에게 방어력 위주의 전투법을 전수해준다.
《포켓몬스터 DP》128화의 회상신에서 진철의 형 진환과 피라미드 킹 기선과의 대결 중 관전하고 있던 진철 옆에 모부기가 있다.
《포켓몬스터 DP》164화에서 로켓단을 막는 중 수풀부기에서 토대부기로 진화했다. 진화하자마자 리프스톰을 배웠다.
《극장판 포켓몬스터 DP: 디아루가 VS 펄기아 VS 다크라이》에서는 한 트레이너가 소유하고 있었고 지우와 배틀을 했다.
《포켓몬스터 스페셜》에서 다이아몬드의 포켓몬으로 등장, 30권에선 모부기, 31권에서는 수풀부기로 등장한다.
지우의 신오지방 포켓몬 중에서 최종진화하고 난 뒤에도 공식적인 대결에서 한번도 이긴 적이 없다.

## 같이 보기
- 포켓몬스터
- 포켓몬의 목록